# Ферланд, Даниэль
Даниэ́ль Фе́рланд (англ. Danielle Ferland; 31 января 1971, Дерби, Коннектикут, США) — американская актриса и певица.

## Биография
Даниэль Ферланд родилась 31 января 1971 года в Дерби (штат Коннектикут, США).
Даниэль окончила «Frank Scott Bunnell High School» и Нью-Йоркский университет.

## Карьера
Даниэль начала свою карьеру в качестве актрисы на Бродвее в 1984 году. В 1987 году Ферланд дебютировала в кино, сыграв роль ребёнка-звезды в ленте Вуди Аллена «Дни радио». Вновь снялась у него в 1995 году, представ в образе Кассандры в комедии «Великая Афродита». Всего появила в 13-ти фильмах и сериалах, в том числе в теледраме «Обычное сердце» (2014).
Также Даниэль является певицей.

## Личная жизнь
С 2002 года Даниэль замужем за Майклом Голдштейном. У супругов есть два сына.